# Sophrosyne
La sophrosyne (in greco antico: σωφροσύνη?), nei poemi omerici, indica la prudenza come capacità di autocontrollo e di riflessione. La parola è composta da sos (sano) e da phren (letteralmente: diaframma).

## La sophrosyne nei poemi omerici
Nel linguaggio omerico il phren è un termine che riguarda sia le emozioni, sia, nel caso della sophrosyne, le capacità intellettuali. Apollo viene nominato come saophron, perché, onde evitare che gli uomini ne ricevano mali, ha evitato di inimicarsi con Poseidone; Penelope parla della sophrosyne nel senso di discernimento e sanità di mente. La sophrosyne, dunque, è in origine la capacità di esercitare prudenza e di avere coscienza dei propri limiti: nell'antico mondo degli eroi aristocratici quindi, caratterizzato dalla competizione per primeggiare, la sophrosyne, la temperanza, la moderazione, è una virtù marginale e subordinata che appartiene a chi riconosce la propria inferiorità rispetto agli dei e ne accoglie i decreti agendo in modo da fuggire gli eccessi e mantenere un equilibrio tipico della razionalità. Quando nei poemi omerici gli eroi sono perseguitati dagli dei ciò avviene non perché sono privi di conoscenza (σοφία) ma perché non si comportano con moderazione (σωφροσύνη).
Nel Prometeo incatenato di Eschilo, Oceano consiglia Prometeo alla temperanza nel confronto con gli dei:

## La sophrosyne e la phronesis
Solo a iniziare dal VII secolo a.C., quando avviene la transizione dalla società aristocratica a quella dove nascono le città stato e all'etica della competizione si sostituisce quella della collaborazione, la sophrosyne, come capacità di autocontrollo e autolimitazione, acquista il valore di una virtù civile e militare. I sette sapienti predicano la «misura come la cosa migliore» e «conosci te stesso» è la massima religiosa iscritta nel tempio di Apollo, patrimonio della sapienza oracolare delfica e divinità depositaria della sophrosyne. 
Un termine apparentemente equivalente a quello di sophrosyne è quello di phronesis (φρόνησις), corrispondente al termine italiano saggezza, che è quella particolarità del sapere, utile a orientare la scelta, che viene distinto dalla σοφία (sofìa), dalla sapienza, che indica il possesso della perfezione spirituale teorica, quella stessa che nella saggezza costituisce il fondamento  volto al comportamento morale e all'azione pratica. 
Rispetto alla sophia (sapienza) e alla phronesis (saggezza), il valore della sophrosyne è quello della temperanza: come la morale richiede d'imparare a dominare le passioni con la saggezza anche questa richiede a sua volta la moderazione chiamata, come osserva Aristotele sophrosyne, perché "salva" (in greco sozei) la phronesis: «Per questo motivo attribuiamo alla temperanza questo nome, perché salva la saggezza». Ciò significa che, se uno non è temperante, cioè non sa dominare i desideri, per esempio il desiderio di denaro, o di piaceri in genere, non può nemmeno essere prudente, cioè saper deliberare la scelta dei mezzi più adatti a realizzare il fine buono. Aristotele infatti aggiunge: «La temperanza salva il giudizio saggio; in effetti non è che il piacere e il dolore distorcano ogni tipo di giudizio (per esempio quello che il triangolo ha o non ha la somma degli angoli interni uguale a due angoli retti), bensì soltanto i giudizi che riguardano l’azione. Infatti i fini delle azioni sono le azioni stesse: a chi è corrotto dal piacere o dal dolore non è più manifesto il principio, né che è in vista di questo o per causa sua che deve scegliere e fare tutto ciò che sceglie e fa: il vizio infatti distrugge il principio dell’azione morale».

## Sophrosyne e sophia
Nella figura di Socrate trasmessaci da Platone i concetti di saggezza e di conoscenza in una visione intellettualistica della morale sembrano coincidere: per fare il bene bisogna conoscerlo e una volta conosciuto è nella natura dell'uomo farlo: se si agisce male invece ciò è dovuto all'ignoranza di chi scambia per bene il male. Nel ritratto dei Memorabili senofontei si afferma che Socrate «non distingueva σοφία e σωφροσύνη, ma considerava saggio e temperante colui che, conoscendo le cose belle e buone, sapesse servirsene, conoscendo le brutte, sapesse guardarsene»: la conoscenza infatti a questo punto non è solo una caratteristica intellettuale ma riguarda l'uomo nella sua interezza morale.
In Aristotele i due termini di saggezza e sapienza vengono ormai distinti: per cui la φρόνησις è definita come «una disposizione vera, accompagnata da ragionamento, che dirige l’agire e concerne le cose che per l’uomo sono buone e cattive». Essa, cioè, indirizza l'azione al conseguimento dei particolari mentre la  sapienza (σοφία) s'interessa degli universali, della conoscenza di quelle realtà ideali eterne che la caratterizzano come il sapere più alto che l'uomo possa raggiungere: 
Il saggio sa qual è il bene dell'uomo e allora deve agire in modo da ottenerlo; se non lo fa vuol dire che non è veramente saggio e che la sua volontà ha fallito: quindi l'intellettualismo socratico erra quando ritiene che basta conoscere il bene per farlo e che il male è la conseguenza dell'ignoranza che ci fa apparire bene ciò che è male. In realtà, sostiene Aristotele, si può conoscere il bene ma non avere la capacità di realizzarlo poiché per applicare la phronesis e la sophrosyne nel mondo reale, in modo concreto, in situazioni inaspettate, si richiedono esperienza e maturazione: